# 富田鐵之助
富田 鐵之助（とみた てつのすけ、天保6年10月16日（1835年12月5日）- 大正5年（1916年）2月27日）は、日本の武士（仙台藩士）、官僚、外交官、実業家。諱は実則。号は鉄畊。
日本銀行初代副総裁・第2代総裁を務めるが、大蔵大臣松方正義と対立して罷免された。後に貴族院議員・東京府知事を歴任する。

## 経歴
仙台藩の重臣（家格は着座、2千石。陸奥国桃生郡小野邑を領した。）である富田実保（壱岐）の4男として仙台城下良覚院丁にて生まれる。安政3年（1856年）、藩命により江戸に出て砲術を学ぶ、帰国後に藩講武所の助手となる。後に許しを得て江戸に再度遊学して勝海舟の氷解塾に入る。慶応2年（1866年）同門の高木一二郎を連れて、慶應義塾に遊学し仙台藩士・大條清助の入塾を斡旋した。慶応3年（1867年）に勝の息子・小鹿のアメリカへの留学に随従して渡米し、後に御雇い外国人として日本に複式簿記を広めることとなるW.C.ホイットニーが開いていたニューアークの商業学校（ニューアーク商業学校）で経済学を学ぶ。この間、仙台藩は戊辰戦争によって朝敵とされ、藩の緊迫した状況を察し一時帰国するが、勝に諭され再びアメリカに渡った。その後、富田は学業優秀であるとしてそのまま明治政府の留学生として認められた。更に、明治5年（1872年）の岩倉使節団派遣に際して岩倉特命全権大使を始め大久保利通・伊藤博文の知遇を得、ニューヨーク領事心得（後に副領事）に任命されて明治政府の外交官に登用された。2年後に帰国した際に福澤諭吉の媒酌によって杉田玄白の曾孫・杉田縫（杉田玄端の娘）と結婚したが、その際に日本で最初の夫婦契約書を作成したと言われている。
その後、今度は清国上海総領事に任じられた。その間に目賀田種太郎ら他のアメリカ留学経験者とともに「人力社」を創設して日本国民の啓蒙運動にあたった。後にイギリス公使館書記官に任命されて日本の近代化への努力について各方面に向けて説いて回った。明治14年（1881年）にイギリスから帰国すると、世界経済に関する知識を買われて大蔵省に移り、翌年日本銀行が創設されると初代副総裁に任命されて、総裁の吉原重俊を助けた。ところが、明治20年（1887年）に吉原が急逝し、翌明治21年（1888年）2月22日に第2代日本銀行総裁に就任した。在任中に公定歩合制度の確立や外国為替の整備など、日本銀行の中央銀行としての基礎作りに尽した。ところが、当時の横浜正金銀行に対する外国為替買取資金の供給を巡って大蔵大臣・松方正義と衝突、松方の政治的圧力を受けても持論を改めなかったためにわずか1年7ヶ月で罷免された。帝国議会開設にあたり、1890年（明治23年）9月29日、貴族院勅選議員に任じられ、翌年には東京府知事に任命された。明治26年（1893年）に府知事を退官後は、実業家として活躍し、日本勧業銀行・富士紡績・横浜火災海上保険の設立に参加して横浜火災保険では社長に就任した他、日本鉄道理事なども歴任した。だが、自己の蓄財には関心が低く、私財を投じて共立女子職業専門学校の設立への支援や大槻文彦らとともに旧仙台藩出身者の学資支援などを行ったという。
墓所は護国寺。

## 栄典
位階
- 1894年（明治27年）5月21日 - 正四位[5]
- 1914年（大正3年）6月18日 - 従三位[6]

勲章等
- 1891年（明治24年）4月21日 - 日本赤十字社特別社員章[7]